# Liste der brasilianischen Fußballmeister
Die nationalen Fußballmeister von Brasilien (portugiesisch: Campeonato Brasileiro de Futebol) werden seit 1971 vom nationalen Fußballverband (CBF) in einem landesweiten Ligamodus ermittelt.
Darüber hinaus hat der Verband im Jahr 2010 alle Gewinner der zuvor ausgetragenen Wettbewerbe des Taça Brasil (1959–1968) und des Torneio Roberto Gomes Pedrosa (1967–1970) den Status nationaler Fußballmeister zuerkannt. Da beide Turniere in den Jahren 1967 und 1968 parallel zueinander ausgetragen wurden, werden folglich für beide Jahre je zwei Meistertitel gezählt.
Im August 2023 erkannte der CBF das Copa dos Campeões Estaduais von 1936 als erste brasilianische Meisterschaft an.
Seit 2013 ermittelt der CBF in Form eines Ausscheidungsturniers auch die brasilianischen Damenfußballmeisterinnen (Campeonato Brasileiro de Futebol Feminino).

## Liste der brasilianischen Fußballmeister der Herren

### Copa dos Campeões Estaduais (1936)
| Meister | Meister              | Stadt / Bundesstaat           | Trainer                     | Vizemeister               |
| ------- | -------------------- | ----------------------------- | --------------------------- | ------------------------- |
|         | Atlético Mineiro (1) | Belo Horizonte / Minas Gerais | Floriano Peixoto Corrêa (1) | Fluminense Rio de Janeiro |

### Taça Brasil (1959–1968)
| Saison | Meister | Meister          | Stadt / Bundesstaat             | Trainer                               | Vizemeister      |
| ------ | ------- | ---------------- | ------------------------------- | ------------------------------------- | ---------------- |
| 1959   |         | EC Bahia (1)     | Salvador / Bahia                | Geninho und Carlos Martin Volante (1) | FC Santos        |
| 1960   |         | SE Palmeiras (1) | São Paulo / São Paulo           | Osvaldo Brandão (1)                   | Fortaleza EC     |
| 1961   |         | FC Santos (1)    | Santos / São Paulo              | Lula (1)                              | EC Bahia         |
| 1962   |         | FC Santos (2)    | Santos / São Paulo              | Lula (2)                              | Botafogo FR      |
| 1963   |         | FC Santos (3)    | Santos / São Paulo              | Lula (3)                              | EC Bahia         |
| 1964   |         | FC Santos (4)    | Santos / São Paulo              | Lula (4)                              | CR Flamengo      |
| 1965   |         | FC Santos (5)    | Santos / São Paulo              | Lula (5)                              | CR Vasco da Gama |
| 1966   |         | Cruzeiro EC (1)  | Belo Horizonte / Minas Gerais   | Aymoré Moreira (1)                    | FC Santos        |
| 1967   |         | SE Palmeiras (2) | São Paulo / São Paulo           | Mário Travaglini (1)                  | Náutico          |
| 1968   |         | Botafogo FR (1)  | Rio de Janeiro / Rio de Janeiro | Mário Zagallo (1)                     | Fortaleza EC     |

### Torneio Roberto Gomes Pedrosa (1967–1970)
| Saison | Meister | Meister                       | Stadt / Bundesstaat             | Trainer            | Vizemeister                |
| ------ | ------- | ----------------------------- | ------------------------------- | ------------------ | -------------------------- |
| 1967   |         | SE Palmeiras (3)              | São Paulo / São Paulo           | Aymoré Moreira (2) | SC Corinthians Paulista    |
| 1968   |         | FC Santos (6)                 | Santos / São Paulo              | Antoninho (1)      | Internacional Porto Alegre |
| 1969   |         | SE Palmeiras (4)              | São Paulo / São Paulo           | Rubens Minelli (1) | Cruzeiro EC                |
| 1970   |         | Fluminense Rio de Janeiro (1) | Rio de Janeiro / Rio de Janeiro | Paulo Amaral (1)   | SE Palmeiras               |

### Campeonato Brasileiro de Futebol (seit 1971)
| Saison | Meister | Meister                        | Stadt          | Föderation | Trainer                     | Vizemeister                |
| ------ | ------- | ------------------------------ | -------------- | ---------- | --------------------------- | -------------------------- |
| 1971   |         | Atlético Mineiro (2)           | Belo Horizonte | FMF        | Telê Santana (1)            | São Paulo FC               |
| 1972   |         | SE Palmeiras (5)               | São Paulo      | FPF        | Osvaldo Brandão (2)         | Botafogo FR                |
| 1973   |         | SE Palmeiras (6)               | São Paulo      | FPF        | Osvaldo Brandão (3)         | São Paulo FC               |
| 1974   |         | CR Vasco da Gama (1)           | Rio de Janeiro | FERJ       | Mário Travaglini (2)        | Cruzeiro EC                |
| 1975   |         | Internacional Porto Alegre (1) | Porto Alegre   | FGF        | Rubens Minelli (2)          | Cruzeiro EC                |
| 1976   |         | Internacional Porto Alegre (2) | Porto Alegre   | FGF        | Rubens Minelli (3)          | SC Corinthians Paulista    |
| 1977   |         | FC São Paulo (1)               | São Paulo      | FPF        | Rubens Minelli (4)          | Atlético Mineiro           |
| 1978   |         | Guarani FC (1)                 | Campinas       | FPF        | Carlos Alberto Silva (1)    | SE Palmeiras               |
| 1979   |         | Internacional Porto Alegre (3) | Porto Alegre   | FGF        | Ênio Andrade (1)            | CR Vasco da Gama           |
| 1980   |         | CR Flamengo (1)                | Rio de Janeiro | FERJ       | Cláudio Coutinho (1)        | Atlético Mineiro           |
| 1981   |         | Grêmio FBPA (1)                | Porto Alegre   | FGF        | Ênio Andrade (2)            | São Paulo FC               |
| 1982   |         | CR Flamengo (2)                | Rio de Janeiro | FERJ       | Paulo César Carpegiani (1)  | Grêmio FBPA                |
| 1983   |         | CR Flamengo (3)                | Rio de Janeiro | FERJ       | Carlos Alberto Torres (1)   | FC Santos                  |
| 1984   |         | Fluminense Rio de Janeiro (2)  | Rio de Janeiro | FERJ       | Carlos Alberto Parreira (1) | CR Vasco da Gama           |
| 1985   |         | Coritiba FC (1)                | Curitiba       | FPF-PR     | Ênio Andrade (3)            | Bangu AC                   |
| 1986   |         | FC São Paulo (2)               | São Paulo      | FPF        | Pepe (1)                    | Guarani FC                 |
| 1987   |         | Sport Recife (1)               | Recife         | FPF-PE     | Jair Picerni (1)            | Guarani FC                 |
| 1988   |         | EC Bahia (2)                   | Salvador       | FBF        | Evaristo de Macedo (1)      | Internacional Porto Alegre |
| 1989   |         | CR Vasco da Gama (2)           | Rio de Janeiro | FERJ       | Nélson Rosa Martins (1)     | São Paulo FC               |
| 1990   |         | SC Corinthians Paulista (1)    | São Paulo      | FPF        | Nelsinho Baptista (1)       | São Paulo FC               |
| 1991   |         | FC São Paulo (3)               | São Paulo      | FPF        | Telê Santana (2)            | CA Bragantino              |
| 1992   |         | CR Flamengo (4)                | Rio de Janeiro | FERJ       | Carlinhos (2)               | Botafogo FR                |
| 1993   |         | SE Palmeiras (7)               | São Paulo      | FPF        | Vanderlei Luxemburgo (1)    | EC Vitória                 |
| 1994   |         | SE Palmeiras (8)               | São Paulo      | FPF        | Vanderlei Luxemburgo (2)    | SC Corinthians Paulista    |
| 1995   |         | Botafogo FR (2)                | Rio de Janeiro | FERJ       | Paulo Autuori (1)           | FC Santos                  |
| 1996   |         | Grêmio FBPA (2)                | Porto Alegre   | FGF        | Luiz Felipe Scolari (1)     | Portuguesa                 |
| 1997   |         | CR Vasco da Gama (3)           | Rio de Janeiro | FERJ       | Antônio Lopes (1)           | SE Palmeiras               |
| 1998   |         | SC Corinthians Paulista (2)    | São Paulo      | FPF        | Vanderlei Luxemburgo (3)    | Cruzeiro EC                |
| 1999   |         | SC Corinthians Paulista (3)    | São Paulo      | FPF        | Oswaldo Oliveira (1)        | Atlético Mineiro           |
| 2000   |         | CR Vasco da Gama (4)           | Rio de Janeiro | FERJ       | Joel Santana (1)            | AD São Caetano             |
| 2001   |         | Athletico Paranaense (1)       | Curitiba       | FPF-PR     | Eugênio Machado Souto (1)   | AD São Caetano             |
| 2002   |         | FC Santos (7)                  | Santos         | FPF        | Émerson Leão (1)            | SC Corinthians Paulista    |
| 2003   |         | Cruzeiro EC (2)                | Belo Horizonte | FMF        | Vanderlei Luxemburgo (4)    | FC Santos                  |
| 2004   |         | FC Santos (8)                  | Santos         | FPF        | Vanderlei Luxemburgo (5)    | Athletico Paranaense       |
| 2005   |         | SC Corinthians Paulista (4)    | São Paulo      | FPF        | Antônio Lopes (2)           | Internacional Porto Alegre |
| 2006   |         | FC São Paulo (4)               | São Paulo      | FPF        | Muricy Ramalho (1)          | Internacional Porto Alegre |
| 2007   |         | FC São Paulo (5)               | São Paulo      | FPF        | Muricy Ramalho (2)          | FC Santos                  |
| 2008   |         | FC São Paulo (6)               | São Paulo      | FPF        | Muricy Ramalho (3)          | Grêmio FBPA                |
| 2009   |         | CR Flamengo (5)                | Rio de Janeiro | FERJ       | Jorge Andrade (1)           | Internacional Porto Alegre |
| 2010   |         | Fluminense Rio de Janeiro (3)  | Rio de Janeiro | FERJ       | Muricy Ramalho (4)          | Cruzeiro EC                |
| 2011   |         | SC Corinthians Paulista (5)    | São Paulo      | FPF        | Tite (1)                    | CR Vasco da Gama           |
| 2012   |         | Fluminense Rio de Janeiro (4)  | Rio de Janeiro | FERJ       | Abel Braga (1)              | Atlético Mineiro           |
| 2013   |         | Cruzeiro EC (3)                | Belo Horizonte | FMF        | Marcelo Oliveira (1)        | Grêmio FBPA                |
| 2014   |         | Cruzeiro EC (4)                | Belo Horizonte | FMF        | Marcelo Oliveira (2)        | São Paulo FC               |
| 2015   |         | SC Corinthians Paulista (6)    | São Paulo      | FPF        | Tite (2)                    | Atlético Mineiro           |
| 2016   |         | SE Palmeiras (9)               | São Paulo      | FPF        | Cuca (1)                    | FC Santos                  |
| 2017   |         | SC Corinthians Paulista (7)    | São Paulo      | FPF        | Fábio Carille (1)           | SE Palmeiras               |
| 2018   |         | SE Palmeiras (10)              | São Paulo      | FPF        | Luiz Felipe Scolari (2)     | CR Flamengo                |
| 2019   |         | CR Flamengo (6)                | Rio de Janeiro | FERJ       | Jorge Jesus (1)             | FC Santos                  |
| 2020   |         | CR Flamengo (7)                | Rio de Janeiro | FERJ       | Rogério Ceni (1)            | Internacional Porto Alegre |
| 2021   |         | Atlético Mineiro (3)           | Belo Horizonte | FMF        | Alexi Stival (1)            | CR Flamengo                |
| 2022   |         | SE Palmeiras (11)              | São Paulo      | FPF        | Abel Ferreira (1)           | Internacional Porto Alegre |
| 2023   |         | SE Palmeiras (12)              | São Paulo      | FPF        | Abel Ferreira (1)           | Grêmio Porto Alegre        |
| 2024   |         | Botafogo FR (3)                | Rio de Janeiro | FERJ       | Artur Jorge (1)             | SE Palmeiras               |

### Statistische Übersicht Herren
| Anzahl | Verein                     | Jahr(e)                                                                |
| --- | -------------------------- | ---------------------------------------------------------------------- |
| 12 | SE Palmeiras               | 1960, 1967 (2×)*, 1969, 1972, 1973, 1993, 1994, 2016, 2018, 2022, 2023 |
| 8 | FC Santos                  | 1961, 1962, 1963, 1964, 1965, 1968, 2002, 2004                         |
| 7 | SC Corinthians             | 1990, 1998, 1999, 2005, 2011, 2015, 2017                               |
| 7 | CR Flamengo                | 1980, 1982, 1983, 1992, 2009, 2019, 2020                               |
| 6 | São Paulo FC               | 1977, 1986, 1991, 2006, 2007, 2008                                     |
| 4 | Cruzeiro EC                | 1966, 2003, 2013, 2014                                                 |
| 4 | CR Vasco da Gama           | 1974, 1989, 1997, 2000                                                 |
| 4 | Fluminense Rio de Janeiro  | 1970, 1984, 2010, 2012                                                 |
| 3 | Atlético Mineiro           | 1936, 1971, 2021                                                       |
| 3 | Internacional Porto Alegre | 1975, 1976, 1979                                                       |
| 3 | Botafogo FR                | 1968, 1995, 2024                                                       |
| 2 | Grêmio FBPA                | 1981, 1996                                                             |
| 2 | EC Bahia                   | 1959, 1988                                                             |
| 1 | Guarani FC                 | 1978                                                                   |
| 1 | Coritiba FC                | 1985                                                                   |
| 1 | Sport Recife               | 1987                                                                   |
| 1 | Athletico Paranaense       | 2001                                                                   |
| *) Aufgrund des gleichzeitigen Gewinns des Taça Brasil und des Torneio Roberto Gomes Pedrosa 1967 werden SE Palmeiras zwei Meistertitel für ein Jahr zuerkannt. |                            |                                                                        |

| Anzahl | Bundesstaat       |
| ------ | ----------------- |
| 34     | São Paulo         |
| 17     | Rio de Janeiro    |
| 7      | Minas Gerais      |
| 5      | Rio Grande do Sul |
| 2      | Bahia             |
| 2      | Paraná            |
| 1      | Pernambuco        |

| Anzahl | Verein               | Jahr(e)                      |
| ------ | -------------------- | ---------------------------- |
| 5      | Lula                 | 1961, 1962, 1963, 1964, 1965 |
| 5      | Vanderlei Luxemburgo | 1993, 1994, 1998, 2003, 2004 |
| 4      | Rubens Minelli       | 1969, 1975, 1976, 1977       |
| 4      | Muricy Ramalho       | 2006, 2007, 2008, 2010       |
| 3      | Osvaldo Brandão      | 1960, 1972, 1973             |
| 3      | Ênio Andrade         | 1979, 1981, 1985             |

## Liste der brasilianischen Fußballmeister der Damen

### Campeonato Brasileiro de Futebol Feminino (seit 2013)
| Saison | Meister | Meister                     | Stadt                 | Föderation | Trainer               | Vizemeister             |
| ------ | ------- | --------------------------- | --------------------- | ---------- | --------------------- | ----------------------- |
| 2013   |         | AD Centro Olímpico (1)      | São Paulo             | FPF        | Arthur Elias (1)      | São José EC             |
| 2014   |         | Ferroviária (1)             | Araraquara            | FPF        | Douglas Onça (1)      | AE Kindermann           |
| 2015   |         | Rio Preto EC (1)            | São José do Rio Preto | FPF        | Francisco Reguera (1) | São José EC             |
| 2016   |         | CR Flamengo (1)             | Rio de Janeiro        | FERJ       | Ricardo Abrantes (1)  | Rio Preto EC            |
| 2017   |         | FC Santos (1)               | Santos                | FPF        | Caio Couto (1)        | SC Corinthians Paulista |
| 2018   |         | SC Corinthians Paulista (1) | São Paulo             | FPF        | Arthur Elias (2)      | Rio Preto EC            |
| 2019   |         | Ferroviária (2)             | Araraquara            | FPF        | Tatiele Silveira (1)  | SC Corinthians Paulista |
| 2020   |         | SC Corinthians Paulista (2) | São Paulo             | FPF        | Arthur Elias (3)      | AE Kindermann           |
| 2021   |         | SC Corinthians Paulista (3) | São Paulo             | FPF        | Arthur Elias (4)      | SE Palmeiras            |
| 2022   |         | SC Corinthians Paulista (4) | São Paulo             | FPF        | Arthur Elias (5)      | SC Internacional        |
| 2023   |         | SC Corinthians Paulista (5) | São Paulo             | FPF        | Arthur Elias (6)      | Ferroviária             |
| 2024   |         | SC Corinthians Paulista (6) | São Paulo             | FPF        | Lucas Piccinato       | São Paulo FC            |

### Statistische Übersicht Damen
| Anzahl | Verein                  | Jahr(e)                            |
| ------ | ----------------------- | ---------------------------------- |
| 6      | SC Corinthians Paulista | 2018, 2020, 2021, 2022, 2023, 2024 |
| 2      | Ferroviária             | 2014, 2019                         |
| 1      | AD Centro Olímpico      | 2013                               |
| 1      | Rio Preto EC            | 2015                               |
| 1      | CR Flamengo             | 2016                               |
| 1      | FC Santos               | 2017                               |

| Anzahl | Bundesstaat    |
| ------ | -------------- |
| 11     | São Paulo      |
| 1      | Rio de Janeiro |